# Moataz Jassin
Moataz Jassin (ur. 3 listopada 1982 w Ammanie) – jordański piłkarz, grający na pozycji bramkarza w klubie Al-Salt SC.

## Kariera klubowa
Moataz Jassin karierę rozpoczął w 1999 roku w Al-Ahli Amman. Od 2004 do 2013 rokubył zawodnikiem Shabab Al-Ordon Club. Z Shabab Al-Ordon wywalczył dwa mistrzostwa Jordanii (2006, 2013), zdobył dwa Puchary Jordanii (2006, 2007) oraz Superpuchar Jordanii w 2007. Następnie grał w That Ras Club w latach 2013-2016. W 2016 przeszedł do Al-Faisaly.

## Kariera reprezentacyjna
W reprezentacji Jordanii Jassin zadebiutował w 2009 roku. W 2011 został powołany na Puchar Azji 2011, a w 2019 na Puchar Azji 2019.